# Marisa cornuarietis
Marisa cornuarietis és una espècie de mol·lusc gastròpode d'aigua dolça de la família Ampullariidae d'originari del nord d'Amèrica del Sud conegut com a "caracol colombiano“ (caragol colombià) en espanyol i com a "giant ramshorn snail" (caragol banya de carner gegant) en anglès. Com a membre de la família Ampullariidae, presenta “ampul·la”, i posseeix brànquies per a respiració aquàtica i un pulmó per a la respiració aèria. El sifó és més curt que en altres ampul·làrids.